# Hostel (Mechernich)
Hostel ist ein Ortsteil von Mechernich in der Eifel.

## Geografie
Hostel ist ein Dorf, das zur Stadt Mechernich (Kreis Euskirchen) im Süden von Nordrhein-Westfalen gehört. Durch den Ort führt der Radfernweg Eifel-Höhen-Route, die als Rundkurs um und durch den Nationalpark Eifel verläuft.

## Geschichte und Kultur

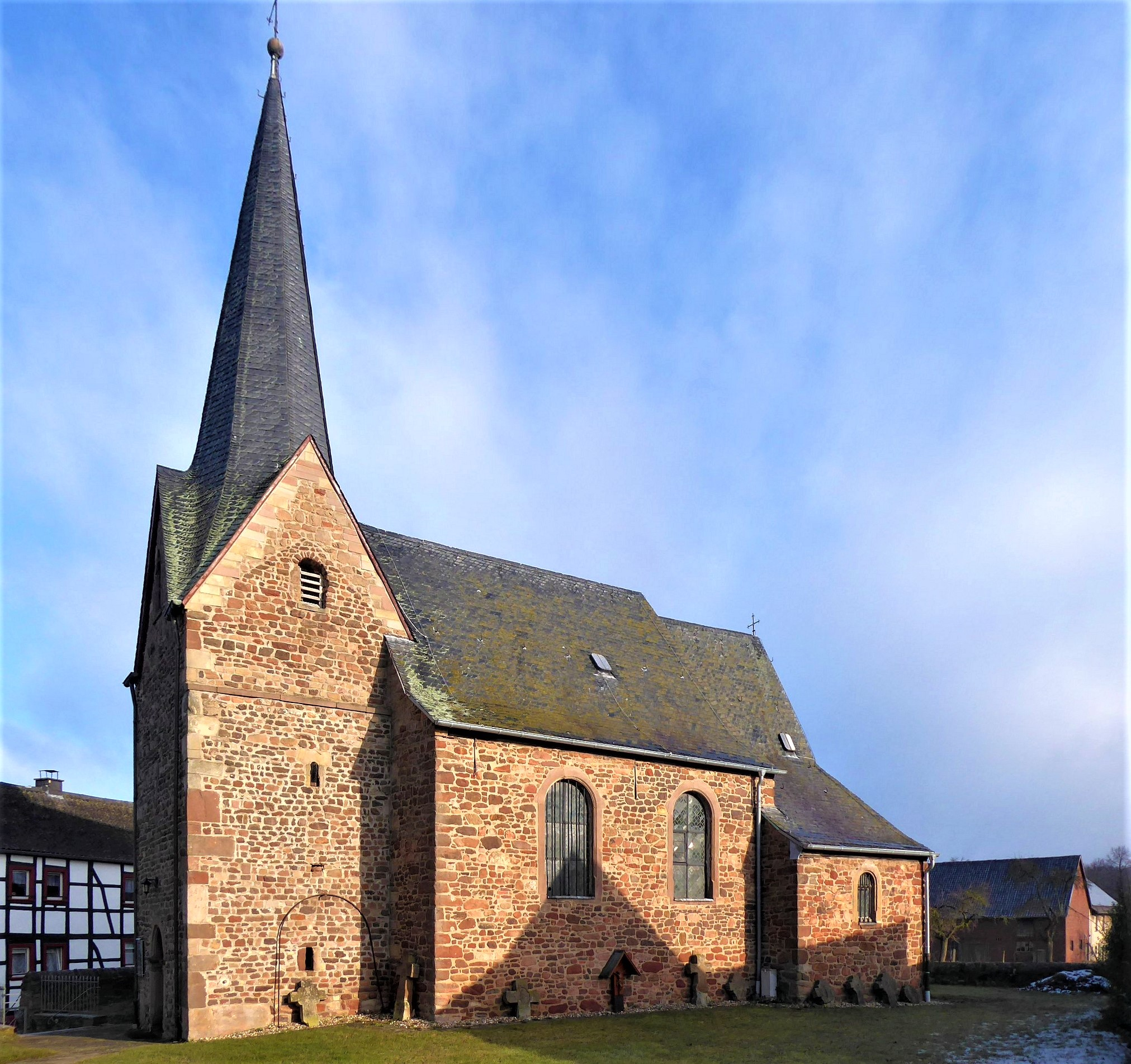
Kapelle Zu den Heiligen Mauren

Das Dorf besteht überwiegend aus alten Fachwerkhäusern. Sehenswert sind insbesondere die Häuser rund um den Dorfanger. Zum Dorf gehört die Kapelle Zu den Heiligen Mauren, die im Jahr 1492 erstmals erwähnt wurde. Das Langhaus der Kapelle zwischen romanischem Turm und gotischem Chor stammt von 1696. Von 1984 bis 1986 wurde die Kapelle renoviert, dabei wurden an den Wänden und im Kreuzrippengewölbe mittelalterliche Malereien freigelegt.
Am 1. Juli 1969 wurde Hostel nach Mechernich eingemeindet.

### Wappen

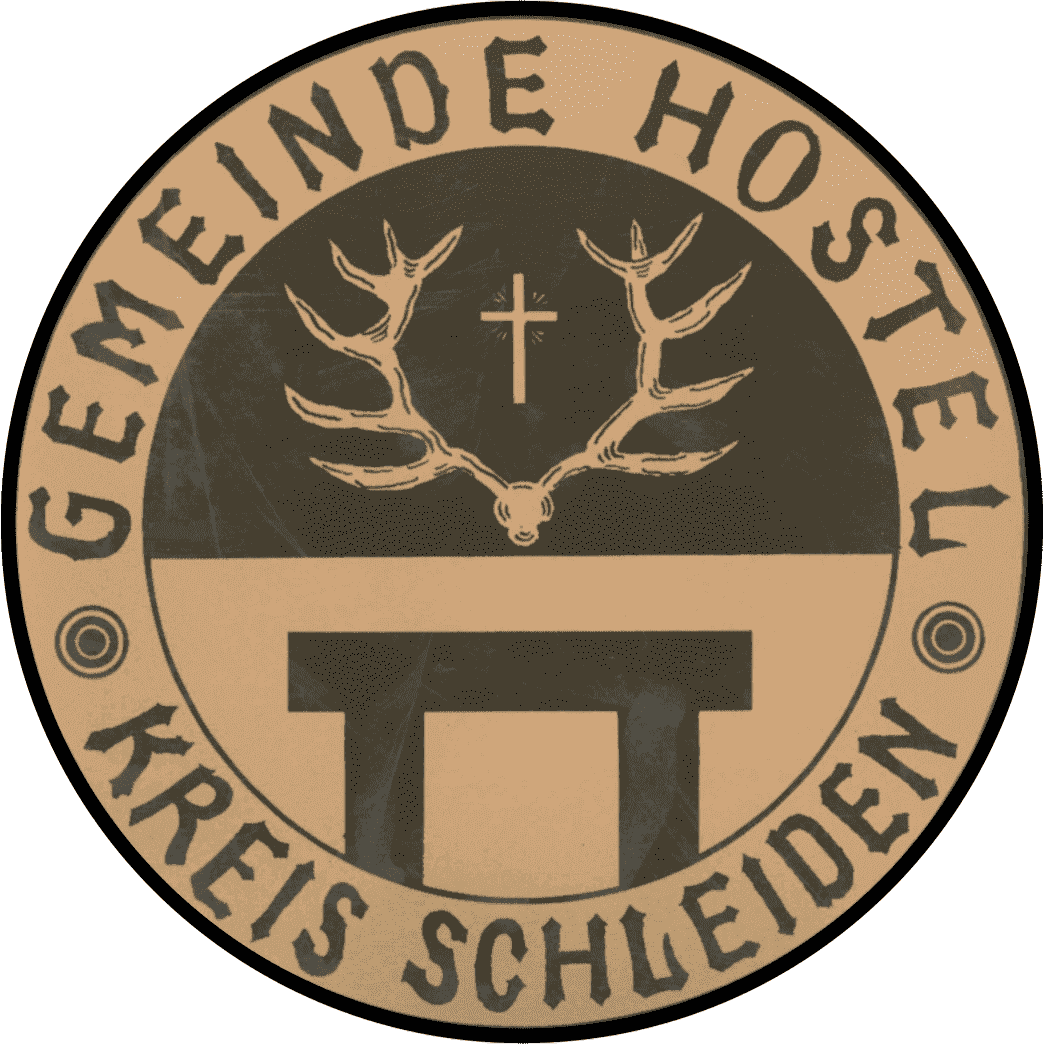
Ehem. Gemeindesiegel

| Wappen der früheren Gemeinde Hostel | Blasonierung: „Geteilt von Grün und Gold (Gelb); oben schwebend ein silbernes (weißes) zwölfendiges Hirschgeweih mit Grind, darüber ein silbernes (weißes) Strahlenkreuz, unten ein schwarzer Gerichtstisch.“ |
| Wappen der früheren Gemeinde Hostel | Wappenbegründung: Das von Joseph Decku entworfene Wappen wurde am 29. Juni 1962 vom nordrhein-westfälischen Innenminister verliehen. Geweih und Kreuz stehen für den Pfarrpatron St. Hubertus. Der Gerichtstisch weist darauf hin, dass Hostel ehemals Sitz eines zum Jülichschen Amt Münstereifel gehörenden Gerichts war. |

## Verkehr
Die VRS-Buslinie 888 der RVK, die als TaxiBusPlus nach Bedarf verkehrt, stellt den Personennahverkehr mit den angrenzenden Orten und der Stadt Mechernich sicher. Zusätzlich verkehren einzelne Fahrten der auf die Schülerbeförderung ausgerichteten Linie 896.
| Linie | Betreiber | Verlauf |
| ----- | --------- | --- |
| 888   | RVK       | MiKE: Mechernich Stiftsweg – Mechernich Bf – Roggendorf – Hostel – Glehn – Eicks – Floisdorf – Berg – Floisdorf – Eicks – Kommern |
| 896   | Schäfer   | Berg – Floisdorf – Eicks – Glehn – Hostel – (Denrath – Schützendorf – Lückerath – Roggendorf –) Mechernich Bf → Mechernich Feytal |